# Jürgen Schlegel (Boxer)
Jürgen Schlegel (* 3. Oktober 1940 in Danzig) ist ein ehemaliger deutscher Boxer aus der DDR.

## Karriere
Jürgen Schlegel trainierte in Schwerin (Schweriner SC) und war der einzige Boxer der DDR, welcher in der Gesamtdeutschen Mannschaft an den Olympischen Sommerspielen 1964 in Tokio teilnahm. Bei den Olympischen Sommerspielen 1968 in Mexiko trat er mit der Mannschaft der DDR an. In beiden Wettbewerben schied er im Viertelfinale aus. 1964 verlor er gegen den späteren Sieger Cosimo Pinto aus Italien und 1968 gegen den sowjetisch-litauischen Boxer Danas Pozniakas.
Seine Olympiaqualifikation hatte er 1964 durch einen Sieg über den westdeutschen Peter Gerber errungen. Schlegel gewann auch fünf Mal die Ostdeutschen Meisterschaften 1964, 1965 1968, 1969 und 1970. Bei den Europameisterschaften 1967 und 1969 gewann er jeweils Bronze.